# 5 Sextantis
5 Sextantis är en gulvit underjätte i Sextantens stjärnbild.
5 Sextantis har visuell magnitud +7,09 och kräver fältkikare för att kunna observeras. Den befinner sig på ett avstånd av ungefär 410 ljusår.